# هندا زوالي
هندا زوالي (29 أغسطس 1960-) وهي مُبارزة تونسية متقاعدة.
نافست في البطولات الفردية للنساء بسلاح الـ foil و الـ épée في دورة الألعاب الاولمبية الصيفية عام 1996.
ويعد ال foil أحد الأسلحة الثلاثة المستخدمة في رياضة المبارزة، وهو مرن، مستطيل في المقطع العرضي، ويزن أقل من رطل. بينما السيف الصغير ويسمى بالفرنسية épée، وهو أكبر وأثقل الأسلحة الثلاثة المستخدمة في رياضة المبارزة.

## وصلات خارجية
- هندا زوالي على موقع اللجنة الأولمبية الدولية (الإنجليزية)
- هندا زوالي على موقع أوليمبيديا (الإنجليزية)